# Juan Carlos Pinto
Juan Carlos Pinto (Tarija, 19 de octubre de 1995) es un futbolista boliviano. Juega de portero y su actual club es Club Stormers San Lorenzo

## Clubes
| Club                         | País    | Año  |
| ---------------------------- | ------- | ---- |
| Club Atlético Ciclón         | Bolivia | 2008 |
| Stromers San Lorenzo         | Bolivia | 2009 |
| Club Atlético Ciclón         | Bolivia | 2010 |
| Deportivo Enrique Happ       | Bolivia | 2011 |
| Stromers San Lorenzo         | Bolivia | 2012 |
| Oruro Royal Club             | Bolivia | 2012 |
| Club Universitario De Tarija | Bolivia | 2013 |
| Club Atlético Bermejo        | Bolivia | 2013 |
| Universitario de Sucre       | Bolivia | 2014 |
| Club Deportivo 1 de mayo     | Bolivia | 2015 |
| Club Fancesa de Sucre        | Bolivia | 2015 |
| Stromers San Lorenzo         | Bolivia | 2016 |
| Club Atlético Bermejo        | Bolivia | 2018 |